# Tricholita ulamora
Tricholita ulamora är en fjärilsart som beskrevs av Smith 1911. Tricholita ulamora ingår i släktet Tricholita och familjen nattflyn. Inga underarter finns listade i Catalogue of Life.